# ミステリオッソ
ミステリオッソ（Misterioso、本名：Roberto Castillo、1966年5月26日 - ）は、メキシコのプロレスラー。カリフォルニア州ロサンゼルス出身。
ミステリオッソ・ジュニアは甥で実子はミステリオッソのリングネームを継ぎアメリカで転戦している。

## 来歴
アメリカ人の父と、メキシコ人の母を持ち、ロサンゼルスで生まれる。幼少期からプロレスとスポーツが好きで、体操、水泳、陸上、アマチュアレスリングなどを経験、またアメリカ海兵隊に所属し沖縄にも駐屯していたこともある、除隊後ティフアナに移住しレイ・ミステリオ・シニア、スペル・アストロに指導を受ける。1988年3月10日に地元ティフアナでレイ・ミステリオ2号のマスクマンでデビュー。
その後、EMLL（現在のCMLL）のブッカーのアントニオ・ペーニャにスカウトされEMLL入り。1991年12月6日にフエルサ・ゲレーラを破りNWA世界ウェルター級王座を奪取。EMLLではボラドールのパートナーになり、1992年3月8日にはメキシコナショナルタッグ王座を奪取。10月9日にも同パートナーで同ベルトを奪取。1992年5月、恩師アントニオ・ペーニャの立ち上げた新団体AAAに従順し移籍。1993年にはアメリカにも進出しサンディエゴではIWC世界ミドル級王座を奪取している。
1994年5月にはIWA・JAPANに来日、25日には名古屋でジ・ウィンガーを相手にIWC世界ミドル級王座の防衛戦を行い勝利している。のちにボラドールとは袂を分かち、1995年7月14日にはコントラ・マッチでボラドールに勝利し素顔にさせた、1997年12月19日にはレイ・ミステリオ・ジュニアにコントラ・マッチで敗れ自らが素顔になった。
1997年までAAAを拠点、以降メキシコや、南カリフォルニアのルチャ団体NWAプロ・レスリングなどのインディーを拠点とし、2004年9月25日にはAWS（Alternative Wrestling Show）ではスペル・ボーイと組んでAWSタッグ王座を奪取。
2004年11月にはZERO-ONEに来日、大阪大会ではペンタゴンと組んで日高郁人、藤田ミノル組の持つPWFユニバーサルタッグ王座に挑戦も敗退。2011年11月20日、PWR（Pro Wrestling Revolution）ではストロングマンと組んでPWRタッグ王座を奪取している。

## 得意技
The MSO パワースラム
アームドラッグ
トペ・スイシーダ

## 獲得タイトル
EMLL / CMLL / メキシコ連邦区ボクシング・レスリング協会
メキシコナショナルタッグ王座 : 2回（w/ ボラドール）
NWA(ナショナル・レスリング・アライアンス)
NWA世界ウェルター級王座
その他
バハ・カリフォルニア州タッグ王座（w/ レイ・ミステリオ）
IWC世界ミドル王座
AWSタッグ王座（w/ スペル・ボーイ）
PWRタッグ王座（w/ ストロングマン）